# Metropolia San Luis Potosí
Metropolia San Luis Potosí – metropolia Kościoła rzymskokatolickiego w Meksyku. Erygowana w dniu 5 listopada 1988 roku. W skład metropolii wchodzi 1 archidiecezja i 3 diecezje.
W skład metropolii wchodzą:
- Archidiecezja San Luis Potosí
  - Diecezja Ciudad Valles
  - Diecezja Matehuala
  - Diecezja Zacatecas